# Grml
grml (sprich: grummel) ist eine seit Januar 2005 existierende, auf Debian basierende Linux-Distribution und läuft vorrangig als Live-System. Grml wurde als kleines Rettungssystem mit flexiblem Startprozess entworfen. Ursprünglich auf Knoppix basierend, hat sich grml inzwischen zu einem eigenen Debian-GNU/Linux-Derivat weiterentwickelt, das "als Rettungssystem für Systemadminstrationen" bestimmt ist. Bis zur Version 2014.11, basierte Grml auf Debian Wheezy. Mit Erscheinen von Version 2017.05 erfolgte ein Wechsel zu systemd und Debian Stretch als Basis. Maintainer ist Michael Prokop, ein Debian-Entwickler aus Österreich.

## Fähigkeiten
Grml ist als Live-System ausgelegt. Die Möglichkeit, es mit eigenen Partitionen auf die Festplatte zu installieren, haben die Entwickler mittlerweile verworfen. Grml kann aber dauerhaft in eine Debianinstallation übernommen werden. Mit dem Tool grml-debootstrap kann dieses von Grml aus auf der Festplatte installiert werden. Mittels grml2usb kann man Grml aber auf einem Flashspeicher (z. B. USB-Stick) installieren und dann von dort aus booten. Ursprünglich war grml nur für 32-Bit-x86 IA-32 verfügbar. Seit das Projekt die Version 1.0 erreicht hat, gibt es grml auch für die 64-Bit-x86-Architektur AMD64.
Bemerkenswert ist zudem der flexible Startprozess, in den durch Steuerdateien auf dem Startmedium schon frühzeitig eingegriffen werden kann. Das ermöglicht die Erstellung spezialisierter Rettungssysteme mit geringem Aufwand. Startparameter als Vorgabe für die Netzwerkkonfiguration, die Installation weiterer Pakete und die Ausführung eigener Skripts lassen sich speichern. WLAN mit WPA wird ebenfalls unterstützt.
Grml ist für Systemadministratoren und Benutzer von textbasierten Werkzeugen prädestiniert. Die Fähigkeiten von grml als Rettungssystem für den Einsatz durch ebendiese Nutzergruppen zeigen sich insbesondere bei der Datenwiederherstellung unter ext3-Dateisystemen, da keine Änderungen am Dateisystem vorgenommen werden. So kann beispielsweise mit dem Programm ext3rminator, das Teil der Live-CD ist, ein Großteil aller Dateien geringerer Dateigröße wiederhergestellt werden. Neben dem mitgelieferten ext3rminator können auch externe Tools wie extundelete und ext3grep zur Datenwiederherstellung von ext3-Dateisystemen unter grml eingesetzt werden. Diese Tools arbeiten auf Basis des Grep-Befehls, mit Hilfe dessen Dateifragmente kopiert und wieder zusammengesetzt werden. Sie bieten sich daher insbesondere zur Rettung von textbasierten Anwendungsdateien wie Textdateien und Datenbanken an. Problematisch ist hierbei jedoch, dass die Fragmente im Anschluss an den Kopiervorgang wieder in das korrekte Dateiformat umgewandelt werden müssen.

## Ausstattung
Um das System kompakt zu halten, wird auf die großen WIMP-Desktop-Umgebungen KDE und Gnome verzichtet. Stattdessen kommen kleine, schnelle Fenstermanager wie fluxbox, openbox und wmii zum Einsatz.
Aus Platzgründen verzichtet grml auf anspruchsvolle Pakete wie Apache OpenOffice oder GIMP und stellt dafür eine Vielzahl flexibler Programme bereit, darunter auch solche, die einige andere Live-CDs nicht mitliefern. Als interaktive Shell kommt die zsh zum Einsatz, alternativ stehen aber auch Bash, ksh und Dash zur Verfügung.

## Varianten

### Ehemalige Varianten

#### grml-medium
Von Februar 2008 (Grml 1.1) bis 2011.05 existierte grml-medium, was zwischen der Standardversion und grml-small angesiedelt war. Zwar wird ein X-Server und der Fenstermanager Fluxbox mitgeliefert, aber der Umfang war immer noch kleiner als bei Grml-full. Grml Medium war als ISO-Abbild in der ersten Version kleiner als 200 MB und später ungefähr 210 MB groß.

### Aktuelle Varianten

#### grml-small
Grml-small ist ein minimalistisches Rettungssystem, das als ISO-Datei etwa 150 MB groß ist. Es ist gedacht für die Reparatur beschädigter Systeme. Während auf anwendungsorientierte Pakete wie grafische Benutzeroberfläche, Manpages etc. verzichtet wird, enthält grml-small die wichtigsten Dienstprogramme zur Diagnose und Behebung von Netz- und Massenspeicherproblemen. Durch Schnelldekompression steht Software mit ca. 300 MB Originalgröße bei circa 150 MB komprimierter Image-Größe zur Verfügung. Damit passt das System beispielsweise auf kleine 256 MB USB-Speicher (USB-Stick) oder Visitenkarten-CD-ROMs.

#### grml-full
Das Standard-Grml hat ab der Version 2012.05 das erste Mal eine eigene Bezeichnung grml-full erhalten. Es ist als ISO-Datei etwa 350 MB groß. Es besitzt alle Features. Es ist eine grafische Oberfläche (Fluxbox) und beispielsweise Firefox (bzw. Iceweasel) installiert. Anstatt drei sind sechs ttys aktiviert. Außerdem sind einige weitere Programme für die Konsole installiert, die auf der abgespeckten Version keinen Platz mehr hatten. Bis zur Version 2011.05 war diese Version noch etwa 700 MB groß; aufgrund der dann eingeführten „grml-96“-Variante, die sowohl die 32- als auch die 64-Bit-Version enthält (32 + 64 = 96), steht für jede der beiden Architekturen nur noch die Hälfte einer CD-ROM zur Verfügung.

### Architekturen
Sowohl grml-small als auch grml-full werden für die Architekturen i686 (32-Bit, IA-32, P6 und neuer sowie einige i586-Prozessoren, etwa Geode) und x86_64 (64-Bit, x64, ab dem Opteron) angeboten. Außerdem gibt es beide Varianten in einer kombinierten (und damit doppelt so großen) Version, die aus beiden Architekturen besteht und beim Booten automatisch erkennt, ob die CPU den 64-Bit-Modus beherrscht und dann das passende System startet. Diese Variante hieß früher "Out for both" und heute grml-96 und wurde zum ersten Mal mit der Version 2011.12 veröffentlicht.

## Versionsgeschichte
| Version       | Datum der Veröffentlichung | Bezeichnung         |
| ------------- | -------------------------- | ------------------- |
| 0.1           | 22. Oktober 2004           | OS 04               |
| 0.2           | 10. Januar 2005            | Satura              |
| 0.3           | 4. März 2005               | Hustenstopper       |
| 0.4           | 15. Mai 2005               | Eierspass           |
| 0.1-small     | 5. Juli 2005               | Zugschlus           |
| 0.5           | 24. Oktober 2005           | Tokolytika          |
| 0.6           | 22. Januar 2006            | Winterschlapfn      |
| 0.2-small     | 22. Januar 2006            | Corry               |
| 0.7           | 10. April 2006             | Bootenschnitzl      |
| 0.8           | 13. August 2006            | Funkenzutzler       |
| 0.9           | 6. Dezember 2006           | Dioptrienotto       |
| 0.3-small     | 6. Dezember 2006           | Zwergenaufstand     |
| 1.0           | 18. Mai 2007               | Meilenschwein       |
| 0.1-64        | 18. Mai 2007               | LiveShell           |
| 0.4-small     | 18. Mai 2007               | Springinkerl        |
| 1.1           | 25. Februar 2008           | Skunk               |
| 0.2-64        | 25. Februar 2008           | Schwammerlklauber   |
| 0.1-medium    | 25. Februar 2008           | Pfuh                |
| 0.1-medium-64 | 25. Februar 2008           | Pfuh                |
| 2008.11       | 1. Dezember 2008           | Schluchtenscheisser |
| 2009.05       | 31. Mai 2009               | Lackdose-Allergie   |
| 2009.10       | 31. Oktober 2009           | Hello-Wien          |
| 2010.04       | 29. April 2010             | Grmlmonster         |
| 2010.12       | 31. Dezember 2010          | Gebrüder Grml       |
| 2011.05       | 30. Mai 2011               | Just Mari           |
| 2011.12       | 23. Dezember 2011          | Knecht Rootrecht    |
| 2012.05       | 29. Mai 2012               | Ponyhof             |
| 2013.02       | 27. Februar 2013           | Grumpy Grinch       |
| 2013.09       | 29. September 2013         | Hefeknuddler        |
| 2014.03       | 31. März 2014              | Ponywagon           |
| 2014.11       | 18. November 2014          | Gschistigschasti    |
| 2017.05       | 31. Mai 2017               | Freedatensuppe      |
| 2018.12       | 31. Dezember 2018          | Gnackwatschn        |
| 2020.06       | 24. Juni 2020              | Ausgehfuahangl      |
| 2021.07       | 26. Juli 2021              | JauKerl             |
| 2022.11       | 30. November 2022          | MalGuckes           |
| 2024.02       | 28. Februar 2024           | Glumpad             |
| 2024.12       | 20. Dezember 2024          | Adventgrenze        |
| 2025.05       | 14. Mai 2025               | Nudlaug             |